# Random Lake
Random Lake és una població dels Estats Units a l'estat de Wisconsin. Segons el cens del 2000 tenia 1.551 habitants.

## Demografia
Segons el cens del 2000, Random Lake tenia 1.551 habitants, 613 habitatges, i 424 famílies. La densitat de població era de 471,5 habitants per km².
Dels 613 habitatges en un 34,1% hi vivien nens de menys de 18 anys, en un 55,8% hi vivien parelles casades, en un 9% dones solteres, i en un 30,8% no eren unitats familiars. En el 25,6% dels habitatges hi vivien persones soles l'11,4% de les quals corresponia a persones de 65 anys o més que vivien soles. El nombre mitjà de persones vivint en cada habitatge era de 2,53 i el nombre mitjà de persones que vivien en cada família era de 3,02.
Per edats la població es repartia de la següent manera: un 27% tenia menys de 18 anys, un 7,9% entre 18 i 24, un 31,9% entre 25 i 44, un 20,4% de 45 a 60 i un 12,8% 65 anys o més.
L'edat mediana era de 37 anys. Per cada 100 dones de 18 o més anys hi havia 101,6 homes.
La renda mediana per habitatge era de 45.938 $ i la renda mediana per família de 51.979 $. Els homes tenien una renda mediana de 37.813 $ mentre que les dones 23.510 $. La renda per capita de la població era de 21.892 $. Aproximadament el 3,7% de les famílies i el 5,4% de la població estaven per davall del llindar de pobresa.

## Poblacions més properes
El següent diagrama mostra les poblacions més properes.